# Джуно
Джуно (англ. Juneau; тлінгіт. Dzánti K'ihéeni [ˈtsʌ́ntʰɪ̀ kʼɪ̀ˈhíːnɪ̀] досл. «Основа річки камбали») — місто (англ. city) і округ у США, столиця штату Аляска. Населення — 32 255 осіб (2020).
Місто названо на честь золотошукача Джозефа Джуно, засновано в 1881 році, незабаром відкрито родовища золота. Свого часу під містом були найбільші в світі золотоносні шахти.
У місті розвинені рибальство, туризм, целюлозно-паперова промисловість.

## Географія
Джуно розташоване за координатами 58°22′22″ пн. ш. 134°10′44″ зх. д. / 58.37278° пн. ш. 134.17889° зх. д. (58.372700, -134.178781). За даними Бюро перепису населення США в 2010 році місто мало площу 8427,54 км², з яких 6997,97 км² — суходіл та 1429,58 км² — водойми.

### Клімат
| Клімат : Джуно                                      | Клімат : Джуно | Клімат : Джуно | Клімат : Джуно | Клімат : Джуно | Клімат : Джуно | Клімат : Джуно | Клімат : Джуно | Клімат : Джуно | Клімат : Джуно | Клімат : Джуно | Клімат : Джуно | Клімат : Джуно | Клімат : Джуно |
| Показник                                            | Січ.           | Лют.           | Бер.           | Квіт.          | Трав.          | Черв.          | Лип.           | Серп.          | Вер.           | Жовт.          | Лист.          | Груд.          | Рік            |
| Абсолютний максимум, °C                             | 13,9           | 13,9           | 16,1           | 23,3           | 27,8           | 30,6           | 32,2           | 30,6           | 29,4           | 20,0           | 17,8           | 15,0           | 32,2           |
| Середній максимум, °C                               | 0,4            | 1,8            | 4,2            | 9,1            | 13,7           | 16,8           | 17,7           | 17,1           | 13,2           | 8,3            | 3,2            | 1,2            | 8,9            |
| Середня температура, °C                             | −2,1           | −1,1           | 1,0            | 4,9            | 9,2            | 12,6           | 13,8           | 13,3           | 10,0           | 5,8            | 0,8            | −1,2           | 5,6            |
| Середній мінімум, °C                                | −4,6           | −3,9           | −2,2           | 0,7            | 4,8            | 8,3            | 10,0           | 9,4            | 6,9            | 3,2            | −1,6           | −3,6           | 2,3            |
| Абсолютний мінімум, °C                              | −30            | −30            | −26,1          | −14,4          | −3,9           | −0,6           | 2,2            | −2,8           | −5             | −11,7          | −20,6          | −29,4          | −30            |
| Середня кількість сонячних годин на місяць          | 80,9           | 89,2           | 137,3          | 182,3          | 231,7          | 189,3          | 182,9          | 161,6          | 109,6          | 66,2           | 58,5           | 41,2           | 1530,7         |
| Норма опадів, мм                                    | 136            | 105            | 96             | 75             | 86             | 82             | 117            | 146            | 219            | 219            | 152            | 148            | 1581           |
| Днів з опадами                                      | 20,6           | 16,6           | 18,9           | 17,0           | 16,3           | 15,8           | 17,7           | 19,1           | 22,4           | 23,9           | 20,9           | 20,6           | 229,8          |
| Днів зі снігом                                      | 10,6           | 7,9            | 6,8            | 1,3            | 0,0            | 0,0            | 0,0            | 0,0            | 0,0            | 0,6            | 5,9            | 10,0           | 43,1           |
| Вологість повітря, %                                | 79.9           | 80.8           | 79.4           | 76.8           | 76.3           | 78.3           | 81.3           | 84.3           | 87.9           | 87.7           | 85.1           | 82.8           | 81.7           |
| --------------------------------------------------- | -------------- | -------------- | -------------- | -------------- | -------------- | -------------- | -------------- | -------------- | -------------- | -------------- | -------------- | -------------- | -------------- |
| Джерело: NOAA (relative humidity and sun 1961–1990) |                |                |                |                |                |                |                |                |                |                |                |                |                |

## Демографія
Згідно з переписом 2010 року, у селищі мешкало 31 275 осіб у 12 187 домогосподарствах у складі 7742 родин. Густота населення становила 4 особи/км². Було 13055 помешкань (2/км²).
Расовий склад населення:
| - 69,7 % — білих - 11,8 % — корінних американців - 6,1 % — азіатів - 0,9 % — чорних або афроамериканців - 0,7 % — вихідців з тихоокеанських островів - 1,2 % — осіб інших рас |

До двох чи більше рас належало 9,5 %. Частка іспаномовних становила 5,1 % від усіх жителів.
За віковим діапазоном населення розподілялося таким чином: 23,5 % — особи молодші 18 років, 68,1 % — особи у віці 18—64 років, 8,4 % — особи у віці 65 років та старші. Медіана віку мешканця становила 38,1 року. На 100 осіб жіночої статі у селищі припадало 104,1 чоловіків; на 100 жінок у віці від 18 років та старших — 103,4 чоловіків також старших 18 років.
Середній дохід на одне домашнє господарство становив 102 355 доларів США (медіана — 85 746), а середній дохід на одну сім'ю — 111 240 доларів (медіана — 99 526). Медіана доходів становила 65 525 доларів для чоловіків та 47 331 долар для жінок. За межею бідності перебувало 6,6 % осіб, у тому числі 11,0 % дітей у віці до 18 років та 2,2 % осіб у віці 65 років та старших.
Цивільне працевлаштоване населення становило 17 836 осіб. Основні галузі зайнятості: публічна адміністрація — 23,8 %, освіта, охорона здоров'я та соціальна допомога — 20,3 %, роздрібна торгівля — 8,7 %, транспорт — 8,3 %.

## Визначні місця
- Музей історії Аляски
- Церква Св. Миколая (1894) — так звана «російська православна церква» (насправді в юрисдикції ПЦА, росіян серед парафіян нема, служба ведеться англійською мовою).

## Міста-побратими
- Вайтгорс (англ. Whitehorse), Юкон, Канада
- Камілінг (таг. Camiling), Філіппіни
- Цзяї (кит. трад. 嘉義市, піньїнь: Jiāyì Shì), Республіка Китай
- Мішань (кит.: 密山市), КНР

## Суміжні округи
- Гейнс – північний захід, захід
- Гуна-Ангун (зона перепису населення, Аляска)[en] – південь, південний захід